# بيرت دانيلز
بيرت دانيّلز (بالإنجليزية: Bert Daniels)‏ هو لاعب كرة قاعدة أمريكي، ولد في 31 أكتوبر 1902 في دانفيل في الولايات المتحدة، وتوفي في 6 يونيو 1958 في Cedar Grove, New Jersey ‏ في الولايات المتحدة.

## وصلات خارجية
- بيرت دانيلز على موقعبيزبول رفرنس.كوم (الدوري الرئيسي) (الإنجليزية)
- بيرت دانيلز على موقعبيزبول رفرنس.كوم (الدوري الثانوي) (الإنجليزية)